# Arcidiocesi di San Pedro Sula
L'arcidiocesi di San Pedro Sula (in latino Archidioecesis de Sancto Petro Sula) è una sede metropolitana della Chiesa cattolica in Honduras. Nel 2023 contava 1.058.981 battezzati su 1.852.772 abitanti. È retta dall'arcivescovo Michael Lenihan, O.F.M.

## Territorio
L'arcidiocesi comprende il dipartimento di Cortés nella parte nord-occidentale dell'Honduras.
Sede arcivescovile è la città di San Pedro Sula, dove si trova la cattedrale di San Pietro apostolo.
Il territorio si estende su una superficie di 3.923 km² ed è suddiviso in 36 parrocchie, raggruppate in 4 zone pastorali: Pablo VI, San Pablo, Subirana e Medalla Milagrosa.

## Storia
Il vicariato apostolico di San Pedro Sula fu eretto il 2 febbraio 1916 in forza della bolla Quae rei sacrae di papa Benedetto XV, ricavandone il territorio dalla diocesi di Comayagua, che contestualmente fu elevata al rango di sede metropolitana con il nome di arcidiocesi di Tegucigalpa; di questa sede fu reso suffraganeo.
Il 6 luglio 1963 il vicariato apostolico fu elevato a diocesi con la bolla Sedis Apostolicae di papa Paolo VI.
Nel marzo del 1983 ricevette la visita pastorale di papa Giovanni Paolo II.
Il 3 luglio 1987 e il 30 dicembre 2011 cedette porzioni del suo territorio a vantaggio dell'erezione rispettivamente delle diocesi di Trujillo e di La Ceiba.
Il 26 gennaio 2023 papa Francesco, con la bolla Qui apostolicis virtutibus, ha elevato la diocesi al rango di arcidiocesi metropolitana, avente come suffraganee le diocesi di La Ceiba, Gracias, Santa Rosa de Copán, Trujillo e Yoro.

## Cronotassi dei vescovi
Si omettono i periodi di sede vacante non superiori ai 2 anni o non storicamente accertati.
- Sede vacante (1916-1924)

- Juan Sastre y Riutort, C.M. † (15 aprile 1924 - 23 marzo 1949 deceduto)
  - Sede vacante (1949-1953)
- Antonio Capdevilla Ferrando, C.M. † (24 marzo 1953 - 12 agosto 1962 deceduto)
- José García Villas, C.M. † (6 luglio 1963 - 10 agosto 1965 deceduto)
- Jaime Brufau Maciá, C.M. † (15 marzo 1966 - 15 settembre 1993 dimesso)
- Ángel Garachana Pérez, C.M.F. (11 novembre 1994 - 26 gennaio 2023 ritirato)
- Michael Lenihan, O.F.M., dal 26 gennaio 2023

## Statistiche
L'arcidiocesi nel 2023 su una popolazione di 1.852.772 persone contava 1.058.981 battezzati, corrispondenti al 57,2% del totale.
| anno | popolazione | popolazione | popolazione | presbiteri | presbiteri | presbiteri | presbiteri                | diaconi | religiosi | religiosi | parrocchie |
| anno | battezzati  | totale      | %           | numero     | secolari   | regolari   | battezzati per presbitero | diaconi | uomini    | donne     | parrocchie |
| ---- | ----------- | ----------- | ----------- | ---------- | ---------- | ---------- | ------------------------- | ------- | --------- | --------- | ---------- |
| 1950 | 183.000     | 260.114     | 70,4        | 18         |            | 18         | 10.166                    |         | 19        | 19        | 5          |
| 1966 | 341.920     | 370.103     | 92,4        | 33         | 2          | 31         | 10.361                    |         | 41        | 56        | 16         |
| 1968 | 382.479     | 408.038     | 93,7        | 42         | 4          | 38         | 9.106                     |         | 46        | 66        | 17         |
| 1976 | 569.574     | 654.682     | 87,0        | 43         | 5          | 38         | 13.245                    |         | 47        | 61        | 18         |
| 1980 | 687.265     | 738.997     | 93,0        | 47         | 6          | 41         | 14.622                    | 1       | 51        | 74        | 22         |
| 1990 | 849.355     | 933.356     | 91,0        | 45         | 11         | 34         | 18.874                    |         | 53        | 49        | 16         |
| 1999 | 1.290.000   | 1.304.180   | 98,9        | 63         | 25         | 38         | 20.476                    |         | 47        | 94        | 18         |
| 2000 | 968.575     | 1.383.679   | 70,0        | 66         | 22         | 44         | 14.675                    |         | 49        | 120       | 19         |
| 2001 | 1.000.000   | 1.500.000   | 66,7        | 88         | 28         | 60         | 11.363                    |         | 68        | 116       | 18         |
| 2002 | 1.000.000   | 1.500.000   | 66,7        | 68         | 23         | 45         | 14.705                    |         | 52        | 122       | 22         |
| 2003 | 1.000.000   | 1.500.000   | 66,7        | 68         | 23         | 45         | 14.705                    |         | 54        | 142       | 21         |
| 2004 | 1.000.000   | 1.500.000   | 66,7        | 69         | 25         | 44         | 14.492                    |         | 53        | 151       | 23         |
| 2011 | 1.298.800   | 2.118.000   | 61,3        | 64         | 23         | 41         | 20.293                    |         | 11        | 193       | 43         |
| 2011 | 900.000     | 1.570.291   | 57,3        | 43         | 17         | 26         | 20.930                    |         | 7         | 155       | 32         |
| 2014 | 930.400     | 1.610.458   | 57,8        | 70         | 37         | 33         | 13.291                    |         | 40        | 150       | 33         |
| 2017 | 1.030.094   | 1.800.094   | 57,2        | 93         | 52         | 41         | 11.076                    |         | 48        | 150       | 35         |
| 2020 | 1.064.000   | 1.861.000   | 57,2        | 81         | 50         | 31         | 13.135                    |         | 38        | 149       | 36         |
| 2022 | 1.097.970   | 1.920.470   | 57,2        | 77         | 46         | 31         | 14.259                    |         | 40        | 133       | 36         |
| 2023 | 1.058.981   | 1.852.772   | 57,2        | 76         | 48         | 28         | 13.933                    |         | 37        | 124       | 36         |